# تدی مان «ایرلندی»
تدی مان "ایرلندی" (به انگلیسی: Irish" Teddy Mann") (متولد ۱۹۵۱ سپتامبر ۵) نام مستعار یک بوکسور حرفه‌ای میان وزن ، تئودور ای مانشرک (Theodore A. Mannschreck)، همچنین به عنوان مرد تدی "ایرلندی" شناخته شده است. او در شهر Point Pleasant، ایالت نیوجرسی به دنیا آمد، او در هنگامی که بسیار جوان بود به Forked River بخشی از شهرستان Lacey Township واقع در ایالت نیوجرسی نقل مکان کرد، و در آنجا بود که او اولین عشق مادام العمر او برای ورزش بوکس توسعه یافت.
به عنوان یک آماتور، تد موفق به کسب سابقه‌های درخشانی از برخی از رقبای سختی از جمله A.A.U قهرمان مبارزه، کورتیس پارکر و تعداد زیادی دستکش طلایی رنگ شد. در حالی که او در دبیرستان منطقه مرکزی، در Forked River حضور داشت، او بیش از یک راند مسابقه و همچنین رکورد تیم صلیب کشور را شکست داد و کاپیتان تیم صلیب کشور بود.
پس از رسیدن به درجه حرفه‌ای در ۲۴ آگوست سال ۱۹۷۷، مانشرک (Mannschreck)، به پیشنهاد مدیر خود، کارمن گرازیانو (Carmen Graziano)، نام خود را به "مان" تغییر داد. در اوایل کار، او چشم انداز خود را بسیار امیدوار کننده می‌دید، رفتن به مسابقه با "بد" Bennie Briscoe، در سال ۱۹۷۹، در فیلادلفیا طیف (Philadelphia Spectrum)، باعث شد او یک رکورد از ۱۸–۱ به دست آورد. که آن مبارزه باعث نقطه عطف کار او و ثابت شدن کار حرفه‌ای او شد که نتیجه اش ماندگاری صدمه‌ای که به دست راست او وارد شد را در پی داشت که از آن به بعد او هرگز به طور کامل بهبود نیافت.
چند سال بعد، او موفق به شکست مدعی امتیاز جهانی، رابی اپس (Robbie Epps) برای کسب رتبه هفتم در جهان از مجله حلقه (Ring Magazine) شد. و همچنین هشتم در جهان، در (WBA).